# Buster Crabbe
Clarence Linden Crabbe, més conegut com a Buster Crabbe   (Oakland, 7 de febrer de 1908 - Scottsdale, 23 d'abril de 1983), va ser un nedador i actor estatunidenc.
Nascut a Califòrnia, es crià a Hawaii. Es va graduar a l'escola Punahou d'Honolulu. Després va estudiar a la Universitat del Sud de Califòrnia, on es graduà el 1931.

## Carrera esportiva
El 1928 va prendre part en els Jocs Olímpics d'Amsterdam, on va disputar dues proves del programa de natació. Va guanyar la medalla de bronze en els 1.500 metres lliures, mentre fou quart en els 400 metres lliures. Quatre anys més tard, als Jocs de Los Angeles, tornà a disputar dues proves del programa de nataió. En aquesta ocasió guanyà la medalla d'or en els 400 metres lliures i fou cinquè en els 1.500 metres.
A nivell nacional va guanyar un títol de la NCAA i 18 campionats AAU, alhora que va establir 16 rècords mundials.

## Carrera d'actor
Els èxits en natació el van dur a iniciar una llarga i fructífera carrera com actor de cinema i televisió. Protagonitzà una varietat de llargmetratges i sèries de pel·lícules populars estrenades entre 1933 i la dècada de 1950, interpretant als tres principals herois d'historietes de còmic de la dècada de 1930: Tarzan, Flash Gordon i Buck Rogers. Durant la seva carrera cinematogràfica va participar en 175 pel·lícules, la primera de les quals fou King of the Jungle. També va actuar als programes infantils de televisió The Gabby Hayes Show, The Buster Crabbe Show i Captain Gallant of the Foreign Legion.
Va morir el 1975 arran d'un atac de cor mentre estava a la seva casa de Scottsdale, Arizona. Està enterrat al Green Acres Memorial Park de Scottsdale.